# Distrito de Sakaraha
Sakaraha es un distrito de la región de Atsimo-Andrefana, en la isla de Madagascar, con una población estimada en julio de 2014 de 116 146 habitantes.
Se encuentra ubicado al suroeste de la isla, cerca de los parques nacionales Zombitse-Vohibasia, Tsimanampetsotsa y Kirindy Mitea.